# Receptor Decodificador Integrado
Un Receptor Decodificador Integrado (conocido también como IRD, por sus siglas en inglés - Integrated Receiver Decoder) es un sistema electrónico para recoger una radiofrecuencia de señales y convertir la información digital transmitida en el mismo.

## Receptores Decodificadores Integrados Consumidor
Los Receptores Decoficadores Integrados Consumidor comúnmente llamados set-top box son utilizados por los usuarios finales y son mucho más baratos que los Receptores Decodificadores Integrados profesionales. Para frenar la piratería de contenidos carecen de muchas características que se encuentran en los Receptores Decodificadores Integrados profesionales, como la salida SDI video o ASI Transport Stream.

## Receptores Decodificadores Integrados profesionales
Se encuentran comúnmente en radio, televisión, cable y satélite e instalaciones de radiodifusión. El Receptor Decodificador Integrado  se utiliza entre una antena parabólica y un servicio de infraestructura de video o audio por radiodifusión.
Los Receptores Decodificadores Integrados profesionales tienen varias características que no poseen los Receptores de consumo. Entre ellas se cuentan
- Salidas SDI
- Entradas y salidas ASI
- Entradas TSoIP
- Audio decodificación AES/EBU

## Usos
- Difusión directa por satélite (DBS) para usos como DirecTV o Dish Network
- Servicio fijo por satélite (FSS).
- Audio digital de radio por satélite como Sirius Satellite Radio
- Digital Audio Broadcasting como IBOC
- Digital Video Broadcasting para aplicaciones como DVB-T y ATSC